# Platytera
Platytera quiere decir: "Más amplio". Este icono ortodoxo tiene como características presentar a la Virgen María en actitud orante. En su pecho lleva un medallón y en su interior se encuentra el Niño Jesús. Poéticamente, al contener al Creador del universo en su seno, María es Platytera ton ouranon, es decir, "más amplia que el cielo". A este icono también se le ha interpretado como el de "La Virgen Sagrario". El desarrollo de esta iconografía se base en la profecía de Isaías. Es común ver a María de pie o sentada en un trono.